# Jiří Drahoš
Jiří Drahoš, né le 20 février 1949 à Český Těšín, est un chimiste et physicien et homme politique tchèque, président de l'Académie tchèque des sciences de 2009 à 2017. Il est candidat à l'élection présidentielle de 2018, qu'il perd au second tour face au président sortant, Miloš Zeman.

## Situation personnelle

### Origines
Né le 20 février 1949 à Český Těšín, il passe la plupart de son enfance à Jablunkov, où sa mère travaille en tant qu'infirmière. Son père, qui s'appelle également Jiří, est professeur.

### Formation
Il étudie à l'université de chimie et de technologie de Prague, dont il sort diplômé en 1972.

### Carrière professionnelle
En mars 2009, il est élu président de l'Académie tchèque des sciences. Réélu en 2013, il voit son second mandat arriver à son terme en mars 2017.

## Parcours politique

### Élection présidentielle de 2018

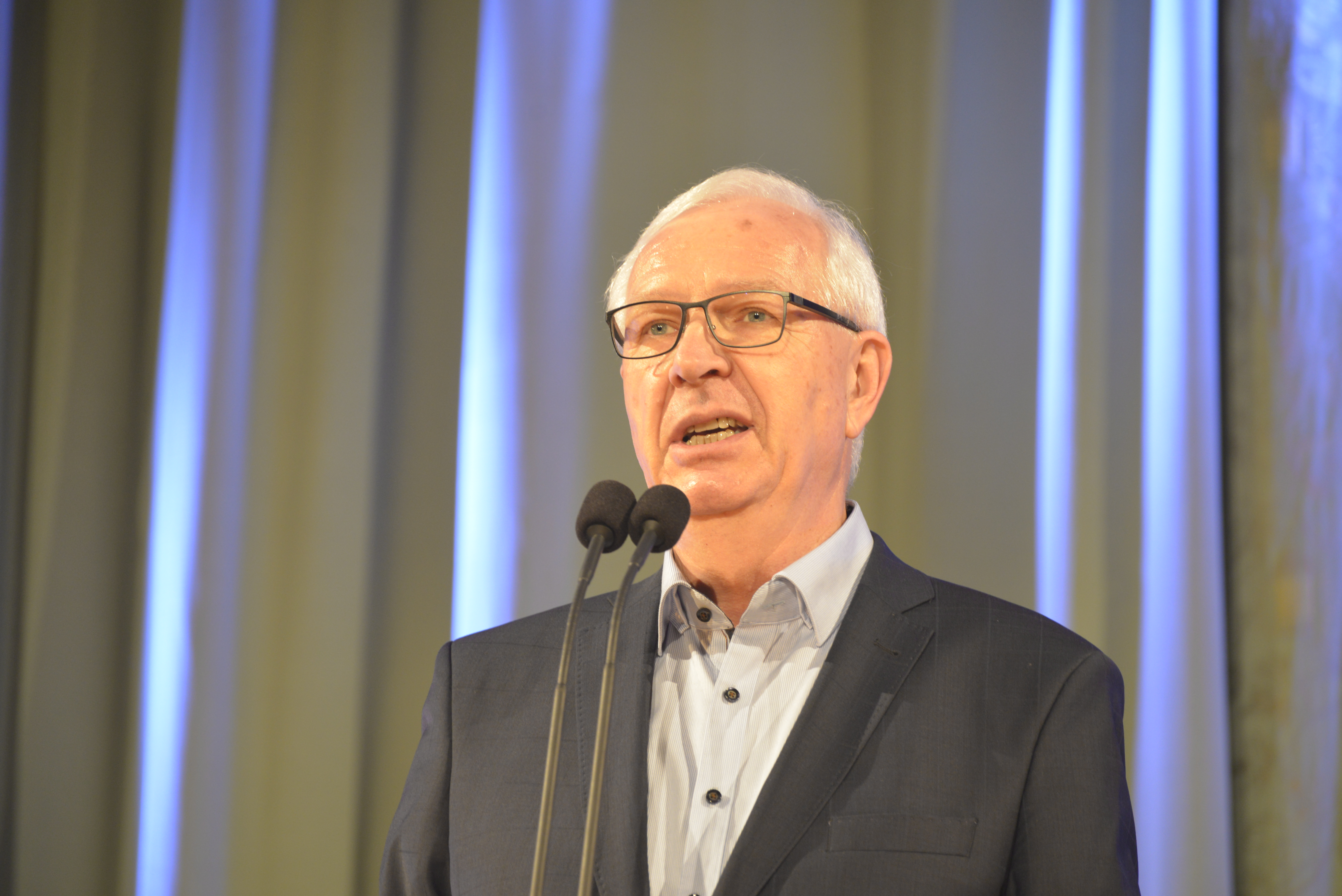
Jiří Drahoš en janvier 2018.

Le 28 mars 2017, il annonce son intention de se présenter à l'élection présidentielle de 2018. Il valide sa candidature en novembre 2017, avec 141 000 signatures d'électeurs, et reçoit le soutien de deux partis de droite et du centre, l'Union chrétienne démocrate - Parti populaire tchécoslovaque (KDU–ČSL) et Maires et Indépendants (STAN),, ainsi que d'importants hommes d'affaires,.
À partir de mai-juin 2017, les études d'opinion le placent en deuxième position du premier tour, derrière le président sortant, Miloš Zeman,. Il se présente comme l'« anti-Zeman », qui est selon lui trop clivant et présent depuis trop longtemps en politique.
Le 13 janvier 2018, il arrive en deuxième position du premier tour, avec 26,6 % des voix, 12 points derrière Miloš Zeman. Il reçoit aussitôt le soutien des principaux candidats éliminés, ce qui le place en situation de favori. Entre les deux tours, il critique la fatigue physique du président sortant, qui choisit de l'attaquer essentiellement sur le thème de l'immigration et sur son refus de reconduire Andrej Babiš à la tête du gouvernement en cas d'élection. Son image d'intellectuel, son inexpérience en politique et son manque de charisme lui sont reprochés, notamment lors des débats télévisés. 
Il est battu à l'issue du second tour, recueillant 48,63 % des suffrages exprimés, dans un contexte de forte participation,. Il annonce cependant souhaiter poursuivre son engagement politique.

## Prises de position

### Union européenne
Partisan de l'intégration européenne, il s'oppose à la tenue d'un référendum sur l'appartenance de la République tchèque à l'Union européenne, considérant que les questions géopolitiques ne doivent pas être tranchées par le peuple. Cependant, il se prononce contre les régulations « excessives » de l'UE et pour une adoption retardée de l'euro par son pays.

### Immigration
Pendant la campagne présidentielle de 2018, à l'instar de l'opinion tchèque et des autres candidats au scrutin, il se dit opposé aux « quotas européens » visant à imposer à chaque État membre un nombre fixé de réfugiés. Il se déclare pour le renvoi des migrants économiques extra-européens, considérant qu'il faut d'abord les aider dans leur pays d'origine. Cependant, en juin 2017, il avait déclaré qu'« accueillir quelque 2 600 réfugiés ou migrants, une fois contrôlés du point de vue de la sécurité, ne devrait poser aucun problème », tout en se demandant « combien d'entre eux resteraient » plutôt que de continuer leur voyage vers l'Europe de l'Ouest. En outre, en août 2015, il avait signé un « appel des scientifiques contre la peur et l'indifférence », ce qui a pu être interprété comme un appel à l'accueil des migrants.